# Тайна королевы Анны, или Мушкетёры тридцать лет спустя
«Тайна королевы Анны, или Мушкетёры тридцать лет спустя» — двухсерийный художественный телефильм, снятый фирмой-студией «Катран» («Финист-банк») при участии Одесской киностудии по мотивам романа А. Дюма «Виконт де Бражелон, или Десять лет спустя».
Съёмки фильма стартовали летом 1990 года и проводились в Таллине, Ленинграде, Одессе и пустыне Каракумы (финальная сцена фильма, в которой главные герои уезжают на верблюдах в Африку) и велись одновременно со съёмками фильма «Мушкетёры двадцать лет спустя». Съёмочный процесс был закончен осенью 1991 года (последняя сцена снималась в пустыне Каракумы). Озвучание и монтаж были завершены в 1992 году. В новогодние праздники с 1992 года на 1993 год на телевидении вышла четырёхсерийная картина «Мушкетёры двадцать лет спустя» и планировалось, что следом за ней во всех российских кинотеатрах пройдёт показ двух серий «Тайны королевы Анны». Но в те годы американское кино сильно потеснило российский кинематограф в прокате. Режиссёр Георгий Юнгвальд-Хилькевич довольно долго пытался запустить эту ленту на большом экране, но безуспешно. Именно по этой причине зрители увидели третью часть «Мушкетёров» почти через полтора года после выхода второй. Премьера состоялась лишь 7—8 марта 1994 года на 1-м канале Останкино. Фактически фильм пролежал на полке более полутора лет.

## Сюжет
Третий фильм трилогии о мушкетёрах. Много лет назад д’Артаньян из провинции Гасконь познакомился с тремя мушкетёрами — Атосом, Портосом и Арамисом, и они стали неразлучными друзьями. Прошло двадцать лет, и друзья встретились вновь. Прошло ещё десять лет с тех времён. Многое изменилось с тех пор, как д’Артаньян впервые оказался в Париже.
В первой серии фильма король Англии Карл II явился к королю Франции Людовику XIV и попросил его помочь снова утвердиться на английском престоле. Для этого достаточно всего лишь двести солдат из числа дворян-добровольцев и миллион золотом. Людовик под влиянием кардинала Мазарини отказывает Карлу II. Тогда на помощь свергнутому английскому королю приходит д’Артаньян, который при содействии Портоса захватывает в плен соперника Карла — генерала Монка. В то же время Атос умудряется достать необходимый Карлу миллион золотом, завещанный ему для этой цели покойным Карлом I. Снова взошедший на английский трон король Карл II щедро награждает друзей-мушкетёров.
Во второй серии на первый план выходит Арамис. Теперь он уже не простой аббат. Бывший мушкетёр пожалован в генералы Ордена иезуитов и, кроме того, является епископом Ваннским. Арамис затевает заговор против короля Людовика и втягивает в него сына Атоса — Рауля. План епископа Ваннского коварен: он узнаёт о том, что у Людовика есть брат-близнец, которого тайно содержат в заключении в Венсенском замке, и решает совершить подмену — узника из подземелий посадить на трон, а короля отправить в темницу. Заговор Арамиса терпит крах, но заговорщикам удаётся избежать наказания, поскольку кардинал сделал свой ход.

## В ролях
- Михаил Боярский — д’Артаньян
- Вениамин Смехов — Атос
- Валентин Смирнитский — Портос
- Игорь Старыгин (озвучивание Игорь Ясулович) — Арамис
- Дмитрий Харатьян — Людовик XIV и Филипп Марчиали
- Алексей Ясулович — Карл II
- Андрей Соколов (озвучивание Андрей Градов) — виконт де Бражелон
- Катри Хорма (озвучивание Ирина Безрукова) — Луиза де Лавальер
- Алиса Фрейндлих — Анна Австрийская
- Анатолий Равикович — кардинал Мазарини
- Юрий Дубровин — Ла Шене
- Арунас Сторпирштис (озвучивание Юрий Кузьменко) — генерал Монк
- Павел Винник — Ла Раме.
- Екатерина Стриженова — Мадлен.
- Юри Ярвет — генерал Ордена иезуитов.
- Владимир Лаптев — Дигби.
- Анатолий Столбов — трактирщик в Блуа.
- Яна Поплавская — подруга Луизы.
- Алла Будницкая — герцогиня Орлеанская.
- Игорь Манг — 1-й «морской волк».
- Иво Ээнсалу — 2-й «морской волк».
- Владимир Мальцев — 3-й «морской волк».
- Александр Задохин — 1-й полковник Монка.
- Олег Рогачёв — 2-й полковник Монка.
- Андрей Зай — парикмахер Людовика XIV.
- Арий Ластовский — Франсуа, слуга Ла Раме.
- Сергей Рубан — эпизод.

## Съёмочная группа
- Авторы сценария: Георгий Николаев и Георгий Юнгвальд-Хилькевич
- Режиссёр-постановщик: Георгий Юнгвальд-Хилькевич
- Оператор-постановщик: Александр Носовский
- Художник-постановщик: Лариса Токарева
- Композитор: Максим Дунаевский
- Автор текстов песен: Леонид Дербенёв
- Режиссёр монтажа: Ирина Блогерман
- Художники по костюмам: Светлана Яновская и Татьяна Острогорская
- Песни исполняет: Игорь Наджиев (В DVD—версии 2008 года те же песни перепели Михаил Боярский и Дмитрий Харатьян).
- Постановщик трюков и фехтования: Владимир Балон
- Продюсеры: Георгий Юнгвальд-Хилькевич, Олег Ботогов, Юрий Конончук

## Песни
- «Я спокоен», исполняет Игорь Наджиев (в фильм вошла только минусовая фонограмма песни в качестве фоновой музыки);
- «Ангел-хранитель», исполняют: Игорь Наджиев (первоначальная версия 1991 года), Михаил Боярский (восстановленная версия 2008 года);
- «Песенка про ложь», исполняют: Игорь Наджиев (первоначальная версия 1991 года), Михаил Боярский (восстановленная версия 2008 года);
- «Ах, короли!», исполняют: Игорь Наджиев (первоначальная версия 1991 года), Дмитрий Харатьян (восстановленная версия 2008 года);
- «Надейся на Бога», исполняют: Игорь Наджиев (первоначальная версия 1991 года), Михаил Боярский (восстановленная версия 2008 года);
- «Песня мушкетёров» («Пора-пора-порадуемся...»), исполняет Михаил Боярский (фонограмма, записанная в 1978 году, звучит в заключительной серии, на финальных титрах фильма).

## Съёмки
- Съёмки фильмов «Мушкетёры двадцать лет спустя» и «Тайна королевы Анны, или Мушкетёры тридцать лет спустя» велись одновременно, это был один большой проект на шесть серий.[3] По воспоминаниям Игоря Старыгина: «Продолжение сериала было снято по настоянию Боярского. Он буквально замучил уговорами режиссёра Георгия Юнгвальда-Хилькевича. Тот очень долго раскачивался, но потом всё же снял. Правда, в полсилы, уже без того энтузиазма, который был на первом фильме. И потому “20 лет спустя” оказались, по сути, провальными. А ведь параллельно с этой лентой мы снимали и третий фильм – “Тайна королевы Анны” по мотивам романа “Виконт де Бражелон”. Путаница была страшная. Утром мы готовились к одному фильму, после обеда – к другому, и порой забывали, кого же мы в данный момент играем. И всё же “Тайна королевы Анны” получилась получше, чем “20 лет спустя”.».[4]
- Во время съёмок фильмов «Мушкетёры двадцать лет спустя» и «Тайна королевы Анны, или Мушкетёры тридцать лет спустя» Михаил Боярский параллельно снимался на киностудии «Ленфильм» в музыкальной картине Яна Фрида «Тартюф»[5] и на «Мосфильме» в кинокомедии Аллы Суриковой «Чокнутые».[6]
- Роль виконта де Бражелона озвучивал актёр Андрей Градов, поскольку Андрей Соколов получил травму на съёмках другой картины. Ему пришлось прыгать с высоты пятого или шестого этажа, трюк оказался неудачным. Соколов находился в больнице, ему прооперировали колено, а сроки озвучания уже поджимали.[7]
- Изначально Екатерина Стриженова была приглашена на роль Луизы де Лавальер, но затем Георгий Юнгвальд-Хилькевич предложил ей роль Мадлен, которую должна была играть другая актриса. Против кандидатуры Стриженовой выступал Михаил Боярский, так как видел её впервые и относился как к партнёрше, которую ему навязали.[8]
- Телевидение не финансировало съёмки фильма, и режиссёр открыл ночной валютный бар (один из первых в Москве) со стриптизом, финансируя съёмки на заработанные деньги[9].
- В 2008 году полностью отреставрированная версия фильма была выпущена на DVD. Специально для этого выпуска Михаил Боярский и Дмитрий Харатьян перепели песни, изначально исполняемые Игорем Наджиевым.[10] Дело в том, что когда снимался фильм, то с самого начала было задумано, что все песни в нём исполнят Харатьян и Боярский, но Боярский сорвал голос на гастролях и не смог записать свои вокальные партии.[11] А без Боярского не было смысла и Харатьяну петь за своего героя и режиссёр предложил креативное решение — заполнить всё музыкальное пространство фильма одним исполнителем.[12] По протекции поэта Леонида Дербенёва был приглашён Игорь Наджиев, который в августе 1991 года записал все песни сразу для двух картин — «Мушкетёры двадцать лет спустя» и «Тайна королевы Анны».[10] Достаточно много времени по непонятным причинам фильм «Тайна королевы Анны», в отличие от двух предыдущих фильмов, находился в забвении, его редко показывали по телевидению.[4][12][3] И лишь спустя пятнадцать лет после выхода картины продюсер Олег Чамин, который профинансировал съёмки следующей картины «Возвращение мушкетёров, или Сокровища кардинала Мазарини», решил отреставрировать «Тайну королевы Анны» и выпустить на DVD. И тогда режиссёр Георгий Юнгвальд-Хилькевич решил восстановить историческую справедливость и уговорил продюсера профинансировать так же и перезапись песен, ранее исполненных Наджиевым.[12][13][14]
- К этому фильму, как и к фильму «Мушкетёры двадцать лет спустя», первоначально музыку должен был писать Александр Градский. Георгий Юнгвальд-Хилькевич рассказывает об этом в своей книге «За кадром»: «В качестве гонорара Градский получил восемьдесят тысяч. По тем временам сумму огромную. За всю музыку к обоим фильмам — „Мушкетёры двадцать лет спустя“ и „Тайна королевы Анны, или Мушкетёры тридцать лет спустя“. Но он не дал ни одной ноты. И администрация картины потребовала от него вернуть деньги. Но не тут-то было. Ни музыки, ни денег. А весь сыр-бор разгорелся из-за того, что я хотел, чтобы рефреном „Пора-пора-порадуемся…“ звучало. Градскому не понравилось, что помимо его собственных песен, в картине будет звучать песня другого композитора. И тогда я в последний момент снова обратился к Максиму Дунаевскому. Хотя понимал, что Макс такую же музыку, как к „Трём мушкетёрам“, сделать уже не сможет. Макс написал хорошие песни и почти бесплатно: в качестве гонорара дирекция фильма вручила ему „Москвич-2141“. Очень жаль, но музыка к „Двадцать лет спустя“ всё же событием не стала».[9]
- В романе Александра Дюма «Виконт де Бражелон» все мушкетёры (кроме Арамиса) умирают, но Юнгвальд-Хилькевич категорически не хотел убивать своих героев из суеверного страха. Он считал, что артисты во многом повторили судьбы своих персонажей, и боялся, что в реальной жизни с ними могли начать происходить ужасные вещи.[9] По этой причине им был придуман оригинальный финал фильма — вся четвёрка уезжает воевать в Африку на верблюдах и уходит в пустыню, как бы в вечность.[3]
- Во время съёмок маскарада в Петергофе произошёл несчастный случай. Пиротехники решили испытать фейерверк. Лошадь испугалась фейерверка и понесла карету, которая проехалась прямо по каскадёрам и многих из них покалечила.[3]
- Если «Мушкетёры двадцать лет спустя» — это телевизионный проект, то «Тайна королевы Анны» была задумана как прокатный художественный фильм, поэтому снималась не на отечественную плёнку, а на дорогую по тем временам плёнку «Kodak».[3] Сразу же после премьеры на телевидении в новогодние праздники «Двадцати лет спустя» было задумано, что кинотеатры страны покажут следующий фильм. Оба фильма снимались одновременно и были изначально задуманы как один большой проект. Но в те годы американское кино довольно сильно потеснило русский кинематограф в прокате. Режиссёр Георгий Юнгвальд-Хилькевич довольно долго пытался запустить эту ленту в кинотеатрах, но безуспешно. Именно по этой причине зрители увидели «Тайну королевы Анны» почти через полтора года после выхода «Мушкетёров двадцать лет спустя» и не в кинотеатрах (как это было задумано), а на телевизионном экране. Фактически фильм пролежал на полке более полутора лет.[2]
- К концу съёмок фильма у Георгия Юнгвальд-Хилькевича сильно испортились отношения с исполнителями ролей мушкетёров.[4] По этой причине они не общались в течение нескольких лет.[13]

### Места съёмок
- Съёмки фильма проводили в Таллине, Ленинграде, Одессе, Выборге, Ялте, Петергофе, пустыне Каракумы.[15]
- «Встреча Луизы де Лавальер и Виконта де Бражелона» (1-я серия) — натурные съёмки в Петергофском парке.
- «Карл II в Блуа», «Людовик XIV в покоях кардинала Мазарини», «Атос и виконт де Бражелон в покоях Карла II» — интерьеры Санкт-Петербургского Дома учёных
- «Свидание Карла II и Людовика XIV в Блуа», «Кабинет Атоса», «Арамис и виконт де Бражелон похищают Людовика XIV» — интерьеры Одесского Дома учёных
- Натурные сцены «Замок Атоса» — Замок Вазалемма  на севере Эстонии.[16]
- Павильон «Эрмитаж» в ансамбле Нижнего парка в Петергофе — «д’Артаньян в гостях у Портоса» (1-я серия)
- Сцены в «Ньюкаслском замке», где расположился лагерь генерала Монка (1-я серия) снимались частично в Цистерианском монастыре-замке Падизе на северо-западе Эстонии[16], частично в Монастыре Святой Бригитты в Таллине, а частично в Белгород-Днестровской крепости.
- В интерьерах Одесского национального академического театра оперы и балета были отсняты «интерьеры Лувра» во второй серии фильма, в частности сцена встречи Людовика XIV со своим братом-близнецом.
- Выборгский замок — натурные съёмки «Венсеннской тюрьмы» (2-я серия).
- В Ялте снимались сцены «На корабле».[15]
- В оранжерее Таврического сада в Санкт-Петербурге снимались сцены: «Встреча Людовика XIV и Луизы де Лавальер» и «Встреча виконта де Бражелона и Арамиса» во второй серии фильма.[17][16]
- Финальная сцена фильма, где мушкетёры уезжают на верблюдах в Африку, снималась в пустыне Каракумы.[15]

14 февраля 2020 года в Белом зале Центрального Дома кино состоялась премьера пятисерийного документального фильма «Пока ещё мы вместе, или Мушкетёры сорок лет спустя» (режиссёр Вячеслав Каминский, автор сценария Максим Фёдоров), посвящённого созданию картин «Д’Артаньян и три мушкетёра», «Мушкетёры двадцать лет спустя», «Тайна королевы Анны, или Мушкетёры тридцать лет спустя» и «Возвращение мушкетёров, или Сокровища кардинала Мазарини».